# Religija u Švicarskoj
Religija u Švicarskoj zastupljena je s nekoliko vjerskih zajednica. Kršćanstvo je najzastupljenija religija čija prisutnost na područjima današnje Švicarske datira još od antike. Od 16. stoljeća Švicarska kršćanska zajednica podijeljena je na Rimokatoličku i Švicarsku reformiranu Crkvu. Broj građana koji se izjašnjavaju kao vjernici konstantno se smanjuje od druge polovice 20. stoljeća. 1980. godine 98% građana izjasnili su se kao vjernici, dok je prema popisu iz 2015. godine broj vjernika oko 68%. 
Švicarska nema državnu religiju, ali određeni kantoni imaju vlastite službene religije. U većini kantona službena religija je jedna od Kršćanskih, ali u nekim kantonima službena religija je judaizam. Crkve se financiraju putem oporezivanja sljedbenika koji u svojoj poreznoj prijavi dobrovoljno pristaju na oporezivaje. U nekim kantonima crkveni porez formiran je u obliku nameta poduzetnicima.

## Povijest
Doseljavanjem Germana u ove krajeve prevladavala je germanska poganska vjera, a u krajeve u koje su širenjem došli stari Slaveni staroslavenska vjera. Krajevi pod rimskom vlašću su uz lokalne kultove prakticirali starorimsku religiju. Na jugu je bilo tragova kultova mitraizma. Širenje kršćanstva postupno se širilo u švicarske krajeve. Veći dio došao je u dodir s kršćanstvom do 5. stoljeća, a preostali do 9. stoljeća. Neki su pokršteni tek u srednjem vijeku. Švicarska je od tad tradicijski kršćanska zemlja zapadne Crkve, t.j. rimokatoličanstva. Zapadni raskol zatekao je švicarske krajeve u podvojenoj odanosti, uz jug odan rimskom papi. Odvajanje protestanata pogodilo je Švicarsku koja je dala svoj obol protestantskoj stvari. Višedesetljetni vjerski ratovi (Tridesetogodišnji rat) koji su potresali Njemačku ostavili su traga. Dio je ostao ostao protestantski, a dio rimokatolički. 1847. je Švicarsku pogodio građanski rat. Katolički kantoni formirali su 1845. posebni savez Sonderbund radi zaštite svojih interesa i protivljenju centralizacije moći. Savezni parlament Tagsatzung proglasio je to neustavnim i zapovijedio raspuštanje tog saveza silom. Rat je trajao nepuni mjesec dana i Sonderbund je raspušten.
Doseljavanjem radne snage iz Turske i Balkana u 20. stoljeću, a potom s Bliskog Istoka narastao je broj islamskih vjernika, a islamski vjernici dolaze i iz drugih zemalja.
- Vjere u Švicarskoj 1800. godine. Narančasto: većinski protestanti. Zeleno: većinski rimokatolici.
- Sonderbundski rat 1847. godine protiv katoličkih kantona.

## Galerija
- Širenje kršćanstva u Europi i na Sredozemlju.
- Europa u doba velike podjele 1054. godine.
- Religija u Europi, na Sredozemlju i na Bliskom Istoku 1100.
- Zapadni raskol. Pristaše avignonskog (crveno) i rimskog (plavo) pape. 1409. slika se mijenja pojavom pisanskog pape. Zemljovid još nije potpun i točan.
- Religije u Europi 1560.